# أير فورس أكاديمي (كولورادو)
أير فورس أكاديمي (بالإنجليزية: Air Force Academy CDP, Colorado)‏ هي منطقة سكنية تقع بولاية كولورادو في الولايات المتحدة. تبلغ مساحتها 25.87 كم2، وترتفع عن سطح البحر 2,069 م، بلغ عدد سكانها 6,680 نسمة في عام 2010 حسب إحصاء مكتب تعداد الولايات المتحدة وتصل الكثافة السكانية فيها 258.2 نسمة لكل كيلومتر مربع (668.7/ميل2).

## التركيبة السكانية
حدّد مكتب تعداد الولايات المتحدة بيانات التركيبة السكانية لأير فورس أكاديمي في تعداد الولايات المتحدة. في ما يلي، التركيبة السكانية حسب تعدادي 2000 و2010.

### تعداد عام 2000
بلغ عدد سكان أير فورس أكاديمي 7,526 نسمة بحسب تعداد عام 2000، وبلغ عدد الأسر 1,128 أسرة وعدد العائلات 1,112 عائلة مقيمة في المنطقة السكنية. في حين سجلت الكثافة السكانية 290.9 نسمة لكل كيلومتر مربع (753.4/ميل2). وبلغ عدد الوحدات السكنية 1,238 وحدة بمتوسط كثافة قدره 47.9 لكل كيلومتر مربع (124.1/ميل2).
وتوزع التركيب العرقي للمنطقة السكنية بنسبة 83.55% من البيض و5.75% من الأمريكيين الأفارقة و0.80% من الأمريكيين الأصليين و2.83% من الأمريكيين ذوي الأصول الآسيوية و0.25% من سكان جزر المحيط الهادئ و3.07% من الأعراق الأخرى و3.75% من عرقين مختلطين أو أكثر و8.69% من الهسبانيون أو اللاتينيون من أي عرق.
بلغ عدد الأسر 1,128 أسرة كانت نسبة 83.2% منها لديها أطفال تحت سن الثامنة عشر تعيش معهم، وبلغت نسبة الأزواج القاطنين مع بعضهم البعض 90.2% من أصل المجموع الكلي للأسر، ونسبة 5.9% من الأسر كان لديها معيلات من الإناث دون وجود شريك، بينما كانت نسبة 2.5% من الأسر لديها معيلون من الذكور دون وجود شريكة وكانت نسبة 1.4% من غير العائلات. تألفت نسبة 1.3% من أصل جميع الأسر من عدة أفراد يعيشون في نفس المنزل. وبلغ متوسط حجم الأسرة المعيشية 3.60، أما متوسط حجم العائلات فبلغ 3.62.
بلغ العمر الوسطي للسكان 20.9 عاماً. وكانت نسبة 24.2% من القاطنين تحت سن الثامنة عشر، وكانت نسبة 3.8% بين الثامنة عشر والرابعة والعشرين عاماً، ونسبة 23.8% كانت واقعةً في الفئة العمرية ما بين الخامسة والعشرين والرابعة والأربعين عاماً، ونسبة 2% كانت ما بين الخامسة والأربعين والرابعة والستين، ونسبة 0.1% كانت ضمن فئة الخامسة والستين عاماً فما فوق. يوجد لكل 100 أنثى 101.7 ذكر، ويوجد لكل 100 أنثى في الثامنة عشر من عمرها فما فوق 98.1 ذكر.
بلغ متوسط دخل الأسرة في المنطقة السكنية 43,417 دولارًا، أما متوسط دخل العائلة فبلغ 43,264 دولارًا. وكان متوسط دخل الذكور 7,307 دولارًا مقابل 15,464 دولارًا للإناث. وسجل دخل الفرد الخاص بالمنطقة السكنية 11,088 دولارًا. وكانت نسبة 3.2% من العائلات ونسبة 2.8% من السكان تحت خط الفقر، وكان من هؤلاء نسبة 3.6% تحت سن الثامنة عشر ونسبة 0% في الخامسة والستين من العمر وما فوق.

### تعداد عام 2010
بلغ عدد سكان أير فورس أكاديمي 6,680 نسمة بحسب تعداد عام 2010، وبلغ عدد الأسر 532 أسرة وعدد العائلات 499 عائلة مقيمة في المنطقة السكنية. في حين سجلت الكثافة السكانية 258.2 نسمة لكل كيلومتر مربع (668.7/ميل2). وبلغ عدد الوحدات السكنية 720 وحدة بمتوسط كثافة قدره 27.8 لكل كيلومتر مربع (72.0/ميل2).
وتوزع التركيب العرقي للمنطقة السكنية بنسبة 79.90% من البيض و5.90% من الأمريكيين الأفارقة و0.43% من الأمريكيين الأصليين و3.92% من الأمريكيين ذوي الأصول الآسيوية و0.39% من سكان جزر المحيط الهادئ و2.34% من الأعراق الأخرى و7.13% من عرقين مختلطين أو أكثر و11.21% من الهسبانيون أو اللاتينيون من أي عرق.
بلغ عدد الأسر 532 أسرة كانت نسبة 74.2% منها لديها أطفال تحت سن الثامنة عشر تعيش معهم، وبلغت نسبة الأزواج القاطنين مع بعضهم البعض 84.4% من أصل المجموع الكلي للأسر، ونسبة 7.3% من الأسر كان لديها معيلات من الإناث دون وجود شريك، بينما كانت نسبة 2.1% من الأسر لديها معيلون من الذكور دون وجود شريكة وكانت نسبة 6.2% من غير العائلات. تألفت نسبة 5.6% من أصل جميع الأسر من عدة أفراد يعيشون في نفس المنزل. وبلغ متوسط حجم الأسرة المعيشية 3.54، أما متوسط حجم العائلات فبلغ 3.69.
بلغ العمر الوسطي للسكان 20.8 عاماً. وكانت نسبة 12.6% من القاطنين تحت سن الثامنة عشر، وكانت نسبة 73.3% بين الثامنة عشر والرابعة والعشرين عاماً، ونسبة 11.9% كانت واقعةً في الفئة العمرية ما بين الخامسة والعشرين والرابعة والأربعين عاماً، ونسبة 2% كانت ما بين الخامسة والأربعين والرابعة والستين، ونسبة 0.2% كانت ضمن فئة الخامسة والستين عاماً فما فوق. وتوزع التركيب الجنسي للسكان بنسبة 71.1% ذكور و28.9% إناث.